# Фредрік Берглунд
Фредрік Берглунд (швед. Fredrik Berglund, нар. 21 березня 1979, Бурос) — шведський футболіст, що грав на позиції півзахисника, зокрема за «Ельфсборг» та національну збірну Швеції.

## Клубна кар'єра
У дорослому футболі дебютував 1995 року виступами за команду «Ельфсборг», в якій провів сім сезонів, взявши участь у 118 матчах чемпіонату. У складі «Ельфсборга» був одним з головних бомбардирів команди, маючи середню результативність на рівні 0,34 гола за гру першості. А в сезоні 2000 року з 18 голами став найкращим бомбардиром шведської першості.
Надалі захищав кольори нідерландської «Роди», з якої 2004 року перебрався до Данії. Там грав спочатку за «Есб'єрг», а згодом за «Копенгаген», у складі яого 2007 року ставав чемпіоном Данії.
2007 року повернувся до рідного «Ельфсборга», виступами за який і завершив ігрову кар'єру у 2010 році. До того, у 2009, встиг на правах оренди пограти в Норвегії за «Стабек».

## Виступи за збірну
2001 року дебютував в офіційних матчах у складі національної збірної Швеції.
Загалом протягом шестирічної кар'єри в національній команді провів у її формі 12 матчів, забивши 2 голи.

## Титули і досягнення

### Командні
- Чемпіон Данії (1):

«Копенгаген»: 2006-07
- Володар Кубка Швеції (1):

«Ельфсборг»: 2000-01

### Особисті
- Найкращий бомбардир чемпіонату Швеції (1):

2000 (18 голів)